# Indonesia Raya (hymne national)
Pour les articles homonymes, voir Indonesia Raya.
Indonesia Raya (« Grande Indonésie ») est l'hymne national de l'Indonésie. Il fut d'abord le chant du Parti national indonésien en 1928 avant d'être choisi comme hymne national en 1945 lorsque l'indépendance fut proclamée.
Les paroles ont été écrites par le journaliste Ouage Rodolfe Soupratman et par le premier président Soekarno, et la musique a été composée par Soupratman. L'orchestration est par le chef d'orchestre néerlandais Jozef Cleber.

## Paroles

### Paroles officielles
Indonésien
| Texte officiel actuel | Orthographe de 1928 | Orthographe de 1958 | Jawi |
| --- | --- | --- | --- |
| Indonesia tanah airku, Tanah tumpah darahku, Di sanalah aku berdiri, Jadi pandu ibuku. Indonesia kebangsaanku, Bangsa dan tanah airku, Marilah kita berseru, Indonesia bersatu. Hiduplah tanahku, hiduplah negeriku, Bangsaku, Rakyatku, semuanya, Bangunlah jiwanya, bangunlah badannya, Untuk Indonesia Raya. Refrain: Indonesia Raya, merdeka! Merdeka! Tanahku, negeriku yang kucinta Indonesia Raya, merdeka! Merdeka! Hiduplah Indonesia Raya! | Indonesia, tanah aïrkoe Tanah toempah darahkoe Di sanalah akoe berdiri Djadi pandoe iboekoe Indonesia, kebangsaänkoe Bangsa dan tanah aïrkoe Marilah kita berseroe Indonesia bersatoe! Hidoeplah tanahkoe, hidoeplah negerikoe Bangsakoe, rakjatkoe, semoeanja Bangoenlah djiwanja, bangoenlah badannja Oentoek Indonesia Raja Refrain: Indonesia Raja, merdeka! Merdeka! Tanahkoe, negerikoe jang koetjinta Indonesia Raja, merdeka! Merdeka! Hidoeplah Indonesia Raja! | Indonesia tanah airku, Tanah tumpah darahku, Disanalah aku berdiri, Djadi pandu ibuku. Indonesia kebangsaanku, Bangsa dan tanah airku, Marilah kita berseru, Indonesia bersatu. Hiduplah tanahku, hiduplah neg'riku, Bangsaku, Rajatku, sem'wanja, Bangunlah djiwanja, bangunlah badannja, Untuk Indonesia Raja. Refrain: Indonesia Raja, merdeka, merdeka, Tanahku, neg'riku jang kutjinta! Indonesia Raja, merdeka, merdeka, Hiduplah Indonesia Raja. | إندونيسيا، تانه ايركو تانه تومڤه دارهكو دسانله اكو برديري جادي ڤندو ايبوكو إندونيسيا، كبڠسأنكو بڠسا دان تانه ايركو ماريله كيت برسرو إندونيسيا برساتو هيدوڤله تانهكو، هيدوڤله نݢريكو بڠساكو، رعيتكو، سمواڽ باڠونله جيواڽ، باڠونله بادنڽ اونتوق إندونيسيا راي :رفراين إندونيسيا راي، مرديك، مرديك تانهكو، نݢريكو يڠ كوچينتا إندونيسيا راي، مرديك، مرديك هيدوڤله إندونيسيا راي |

Traduction
Indonésie, mon pays, terre de ma naissance
C'est là-bas que je me tiens, guide de la terre mère
Indonésie, ma nation, ma nation et mon pays
Allons, clamons tous: « Indonésie unie! »
Que vive ma terre, que vive mon pays,
Ma nation, mon peuple, tous
Que leur esprit s'éveille, que leur corps se lève
Pour la Grande Indonésie!
Refrain :
Grande Indonésie, libre, libre!
Ma terre, mon pays que j'aime
Grande Indonésie, libre, libre!
Vive la Grande Indonésie!

### Texte complet
| Indonésien | Transcription API |
| --- | --- |
| Indonesia tanah airku, Tanah tumpah darahku, Di sanalah aku berdiri, Jadi pandu ibuku. Indonesia kebangsaanku, Bangsa dan tanah airku, Marilah kita berseru, Indonesia bersatu. Hiduplah tanahku, hiduplah negeriku, Bangsaku, Rakyatku, semuanya, Bangunlah jiwanya, bangunlah badannya, Untuk Indonesia Raya. Refrain: Indonesia Raya, merdeka! Merdeka! Tanahku, negeriku yang kucinta Indonesia Raya, merdeka! Merdeka! Hiduplah Indonesia Raya! Indonesia, tanah yang mulia, Tanah kita yang kaya, Di sanalah aku berdiri, Untuk selama-lamanya. Indonesia, tanah pusaka, Pusaka kita semuanya, Marilah kita mendoa, Indonesia bahagia. Suburlah tanahnya, suburlah jiwanya, Bangsanya, Rakyatnya, semuanya, Sadarlah hatinya, sadarlah budinya, Untuk Indonesia Raya. Refrain Indonesia, tanah yang suci, Tanah kita yang sakti, Di sanalah aku berdiri, Menjaga ibu sejati. Indonesia, tanah berseri, Tanah yang aku sayangi, Marilah kita berjanji, Indonesia abadi. Selamatlah rakyatnya, selamatlah putranya, Pulaunya, lautnya, semuanya, Majulah Negerinya, majulah pandunya, Untuk Indonesia Raya. Refrain | [ɪn.do.nɛ.sja ta.na(h) a.ɪr.ku ] [ta.na(h) tum.pa(h) da.ra(h).ku] [di sa.na.la(h) a.ku bər.di.ri] [d͡ʒa.di pan.du i.bu.ku] [ɪn.do.nɛ.sja kə.baŋ.sa.(ʔ)an.ku] [baŋ.sa dan ta.na(h) a.ɪr.ku] [ma.ri.la(h) ki.ta bər.sə.ru] [ɪn.do.nɛ.sja bər.sa.tu] [hi.dup̚.la(h) ta.na(h).ku hi.dup̚.la(h) nə.ɡ(ə)ri.ku] [baŋ.sa.ku raʔ.jat̚.ku sə.mu.a.ɲa] [baŋ.un.la(h) d͡ʒi.wa.ɲa baŋ.un.la(h) ba.da.ɲa] [un.tʊʔ ɪn.do.nɛ.sja ra.ja] [rəf.raɪn] [ɪn.do.nɛ.sja ra.ja mər.dɛ.ka mər.dɛ.ka] [ta.na(h).ku nə.ɡ(ə)ri.ku jaŋ ku.t͡ʃin.ta] [ɪn.do.nɛ.sja ra.ja mər.dɛ.ka mər.dɛ.ka] [hi.dup̚.la(h) ɪn.do.nɛ.sja ra.ja] [ɪn.do.nɛ.sja ta.na(h) jaŋ mu.lja] [ta.na(h) ki.ta jaŋ ka.ja] [di sa.na.la(h) a.ku bər.di.ri] [un.tʊʔ sla.ma la.ma.ɲa] [ɪn.do.nɛ.sja ta.na(h) pu.sa.ka] [p(u.)sa.ka ki.ta sə.mu.a.ɲa] [ma.ri.la(h) ki.ta mən.do.a] [ɪn.do.nɛ.sja ba.ha.gja] [su.bur.la(h) ta.na(h).ɲa su.bur.la(h) d͡ʒi.wa.ɲa] [baŋ.sa.ɲa raʔ.jat̚.ɲa sə.mu.a.ɲa] [sa.dar.la(h) ha.ti.ɲa sa.dar.la(h) bu.di.ɲa] [un.tʊʔ ɪn.do.nɛ.sja ra.ja] [rəf.raɪn] [ɪn.do.nɛ.sja ta.na(h) jaŋ su.t͡ʃi] [ta.na(h) ki.ta jaŋ saʔ.ti] [di sa.na.la(h) a.ku bər.di.ri] [mən.d͡ʒa.ga ɪ.bu sə.d͡ʒa.ti] [ɪn.do.nɛ.sja ta.na(h) bər.sə.ri] [ta.na(h) jaŋ a.ku sa.jaŋ.i] [ma.ri.la(h) ki.ta bər.d͡ʒan.d͡ʒi] [ɪn.do.nɛ.sja a.ba.di] [sla.mat̚.la(h) raʔ.jat̚.ɲa sla.mat̚.lah put̚.ra.ɲa] [pu.lau̯.ɲa la.ut̚.ɲa sə.mu.a.ɲa] [ma.d͡ʒu.la(h) nə.g(ə)ri.ɲa ma.d͡ʒu.la(h) pan.du.ɲa] [un.tʊʔ ɪn.do.nɛ.sja ra.ja] [rəf.raɪn] |